# Ilya Ioff (violinista)
Ilya Ioff, in russo Илья Иофф (San Pietroburgo, 7 giugno 1966), è un violinista russo.
Ha studiato con Boris Gutnikov e Vladimir Ovcharek al Conservatorio di Leningrado.
Particolarmente interessato alla musica da camera, nel 1988 ha formato il gruppo musicale  Divertissement Chamber Orchestra, di cui è tuttora direttore musicale. È anche attivo come membro dell'Orchestra da camera di San Pietroburgo e Neva Trio. Nel 1989 è entrato a far parte dell'Orchestra filarmonica di San Pietroburgo, dalla quale si è ritirato nel 1996 per concentrarsi sulle sue attività esecutive.
Si è esibito in vari paesi con famosi direttori d'orchestra quali Mariss Jansons e Yuri Temirkanov e ha collaborato spesso con la pianista Martha Argerich. Nel 1988 ha vinto il Premio Speciale del Concorso internazionale di musica di Monaco e nel 1991 il primo premio nella sezione violino al Concorso internazionale di musica Viotti di Vercelli. Molti compositori associati a San Pietroburgo, tra cui Boris Tishchenko e Nicolas Slonimsky, gli hanno chiesto di esibirsi nella prima assoluta delle loro opere.
Oltre all'attività di concertista, svolge la professione di insegnante presso il Conservatorio di San Pietroburgo, dove insegna alle giovani generazioni.